# Tom & Jerry all'arrembaggio
Tom & Jerry all'arrembaggio (Tom and Jerry in Shiver Me Whiskers) è un film del 2006 diretto da Scott Jeralds. È un film d'animazione direct-to-video con protagonisti i personaggi della serie di cortometraggi animati Tom & Jerry, prodotto dalla Warner Bros. Animation e uscito negli Stati Uniti in DVD il 22 agosto 2006. In Nord America il film è uscito anche in Blu-ray Disc il 12 marzo 2013.

## Trama
Tom e Jerry sono pirati; il loro capitano è Ron che, rivaleggiato dai fratelli Bob e Paul, sta cercando un tesoro del parruccone spagnolo. Mentre Tom insegue Jerry sulla nave, un'onda trasporta sul posto la mappa del tesoro. Dopo aver gettato Jerry in mare, Tom consulta la mappa, ma il teschio situato su di essa rivela che la mappa è maledetta e che l'unico modo per evitare la maledizione è restituirla al mare entro il tramonto. Poco dopo Ron si impossessa della mappa e Tom non riesce ad avvertirlo del pericolo.
Jerry intanto finisce sulla nave di Bob e rivela della mappa del tesoro al capitano, che attacca l'imbarcazione di Ron, nel tentativo di prendere la mappa. Dopo l'arrembaggio, a cui prendono parte anche Tom, Jerry e Spike (la mascotte della nave di Bob), Ron abbatte la nave del fratello e si tiene la mappa.
Quella sera la maledizione della mappa incombe sulla nave: dal teschio appaiono cinque scheletri, che si appropriano della nave di Ron, il quale, insieme alla ciurma (tra cui Tom e Jerry), scappa dall'imbarcazione con una scialuppa. Successivamente, Tom ruba la mappa e scappa dalla scialuppa, venendo raggiunto da Jerry. I due, seguendo la mappa, raggiungono l'isola del tesoro, dove incontrano Paul. Vengono quindi catturati da delle scimmie e portati da Paul, che rivela di essere sull'isola da 40 anni e che da tutto questo tempo sta cercando invano il tesoro lasciato dal parruccone spagnolo Don Diego.
In questo frangente arriva sul posto Ron e tutti lottano per il possesso della mappa. Tom e Jerry però, grazie a una copia della mappa effettuata dal topo, riescono ad arrivare al punto dov'è sepolto il tesoro, mentre i pirati tentano di ostacolarli. Nel fatidico punto il teschio di prima rivela di essere lo spirito di Don Diego e fa apparire una gallina di roccia, che i due riescono a sconfiggere. Dopo aver superato altre sfide, Tom e Jerry trovano il tesoro e ne prendono un forziere, che Tom non vuole dividere con Jerry. Mentre i due duellano, arrivano i tre fratelli, ognuno dei quali vorrebbe tenersi egoisticamente il tesoro. Mentre le ciurme di Ron e Bob combattono, Jerry ruba il forziere e la nave di Bob, che Tom e Spike raggiungono. Jerry diventa perciò il nuovo capitano, Tom il mozzo e Spike il nostromo, mentre i pappagalli dei pirati, licenziati dai loro padroni, festeggiano la loro nuova casa nella ciurma di Jerry. I pirati sono invece bloccati sull'isola e vengono inseguiti dalla gallina di pietra di prima.

## Doppiaggio
| Personaggio               | Doppiatore originale     | Doppiatore italiano |
| ------------------------- | ------------------------ | ------------------- |
| Ron il pirata rosso       | Kevin Michael Richardson |                     |
| Bob il pirata blu         | Kevin Michael Richardson |                     |
| Chuck il pappagallo viola | Kevin Michael Richardson |                     |
| Betty il pappagallo blu   | Kathy Najimy             |                     |
| Stan il pappagallo rosso  | Charles Nelson Reilly    | Vladimiro Conti     |
| Barnacle Paul             | Wallace Shawn            | Massimo Milazzo     |
| Teschio                   | Mark Hamill              | Germano Basile      |